# Scintilla
Scintilla is een opensourcecomponent voor het bewerken van tekst en broncode, geschreven in C++. Bekende applicaties die gebruikmaken van deze component zijn SciTE, Notepad2 en Notepad++, vrije teksteditors voor het bewerken van onder andere broncode.
Scintilla biedt onder andere ondersteuning voor syntaxiskleuring in allerlei (achtergrond)kleuren, opmaak en lettertypen. Daarnaast is indicatie van fouten en regelnummering mogelijk evenals code-invouwing en automatische aanvulling.

## Gebruik
Volgende programma's maken gebruik van Scintilla:
- Anjuta
- Boa Constructor
- Code::Blocks
- FlashDevelop
- Geany
- Komodo
- Notepad++
- Notepad2
- OpenSCAD
- Programmer's Notepad 2
- SciTE
- Sphere
- PureBasic